# Fiat Barchetta
Pour les articles homonymes, voir Fiat (homonymie) et Barquette.
La Fiat Barchetta est une voiture de sport, coupé cabriolet roadster, du constructeur automobile italien Fiat, présentée au salon de Genève de 1995 et vendue à 57 791 exemplaires jusqu'en 2005.

## Historique
La Fiat Barchetta est due aux designers italiens du Centro Stile Fiat, Alessandro Cavazza et Andreas Zapatinas (en), qui[Lequel ?] en ébaucha la silhouette en 1990. Il[Lequel ?] en sera le chef de projet jusqu'à son lancement en 1994 (avec le numéro de projet 183 pour code interne à la marque Fiat) avant d'être promu directeur du centre de style d'Alfa Romeo. 

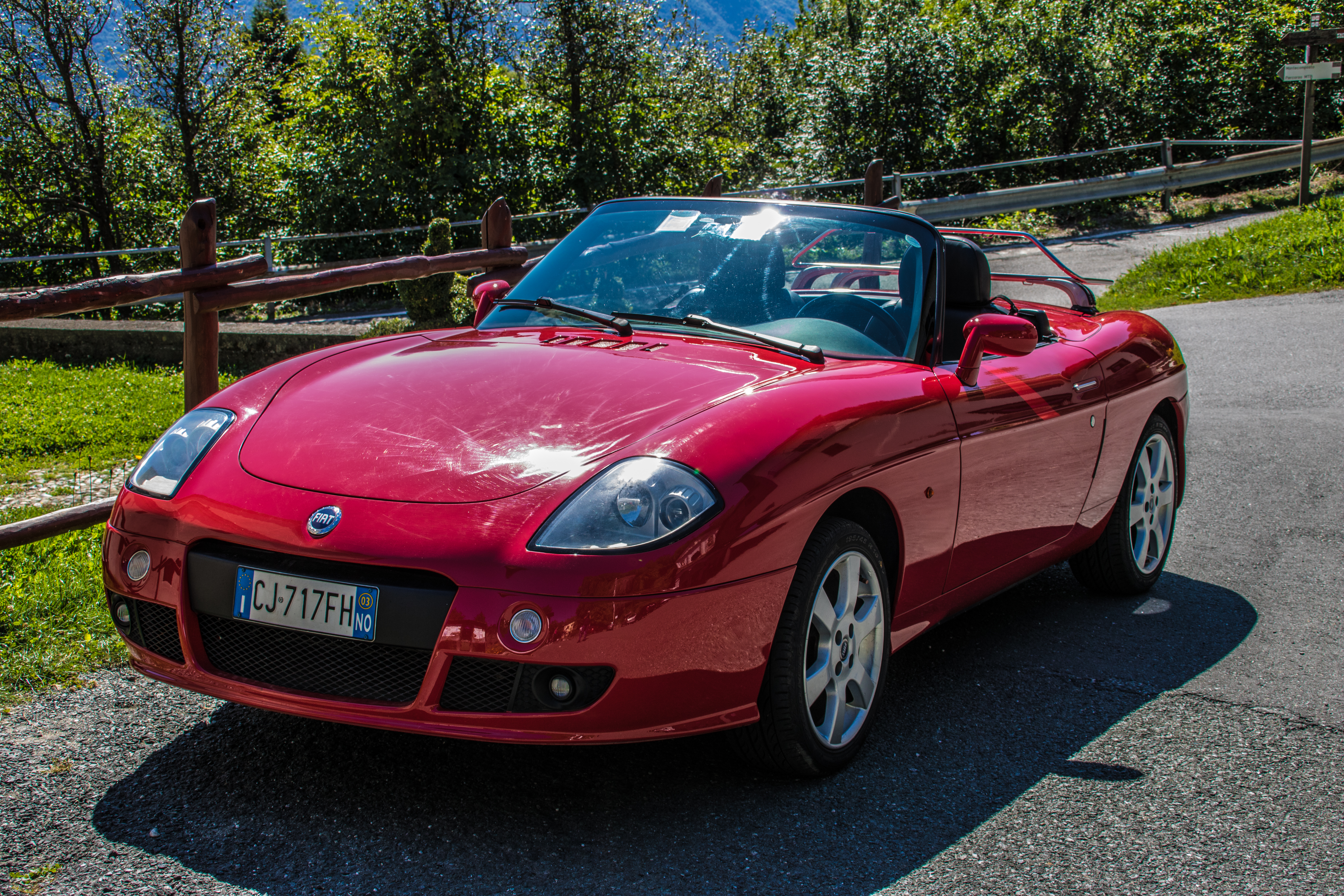
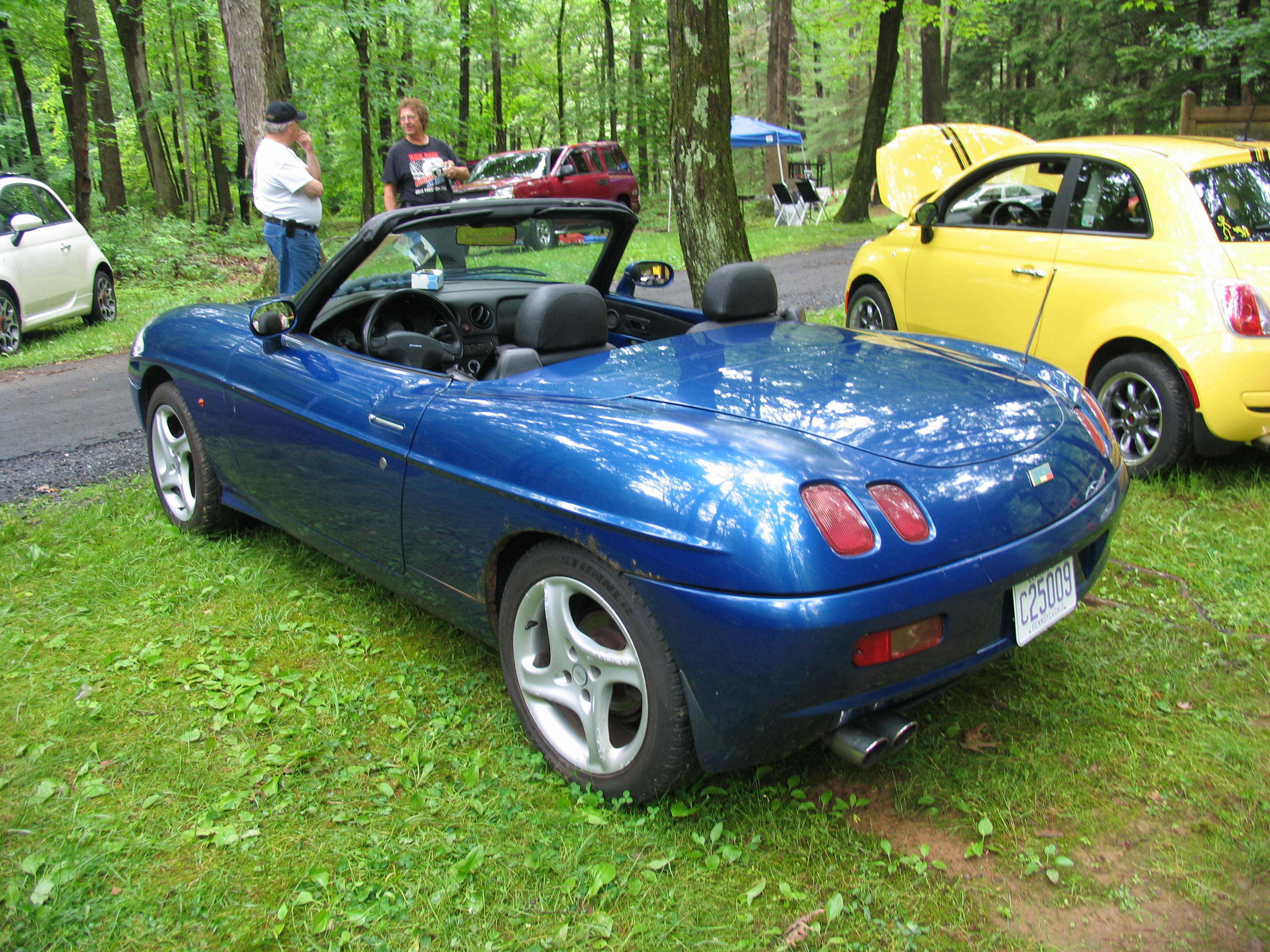

À l'origine, comme souvent chez Fiat, deux projets distincts de la future Barchetta ont été développés et sont restés en compétition. Ils reçurent des noms de code se référant à des pizzas :
- la Marinara, qui donna la Barchetta que l'on connaît ;
- la Diavola, qui reprenait le concept de base du Fiat Coupé dessiné par Chris Bangle.

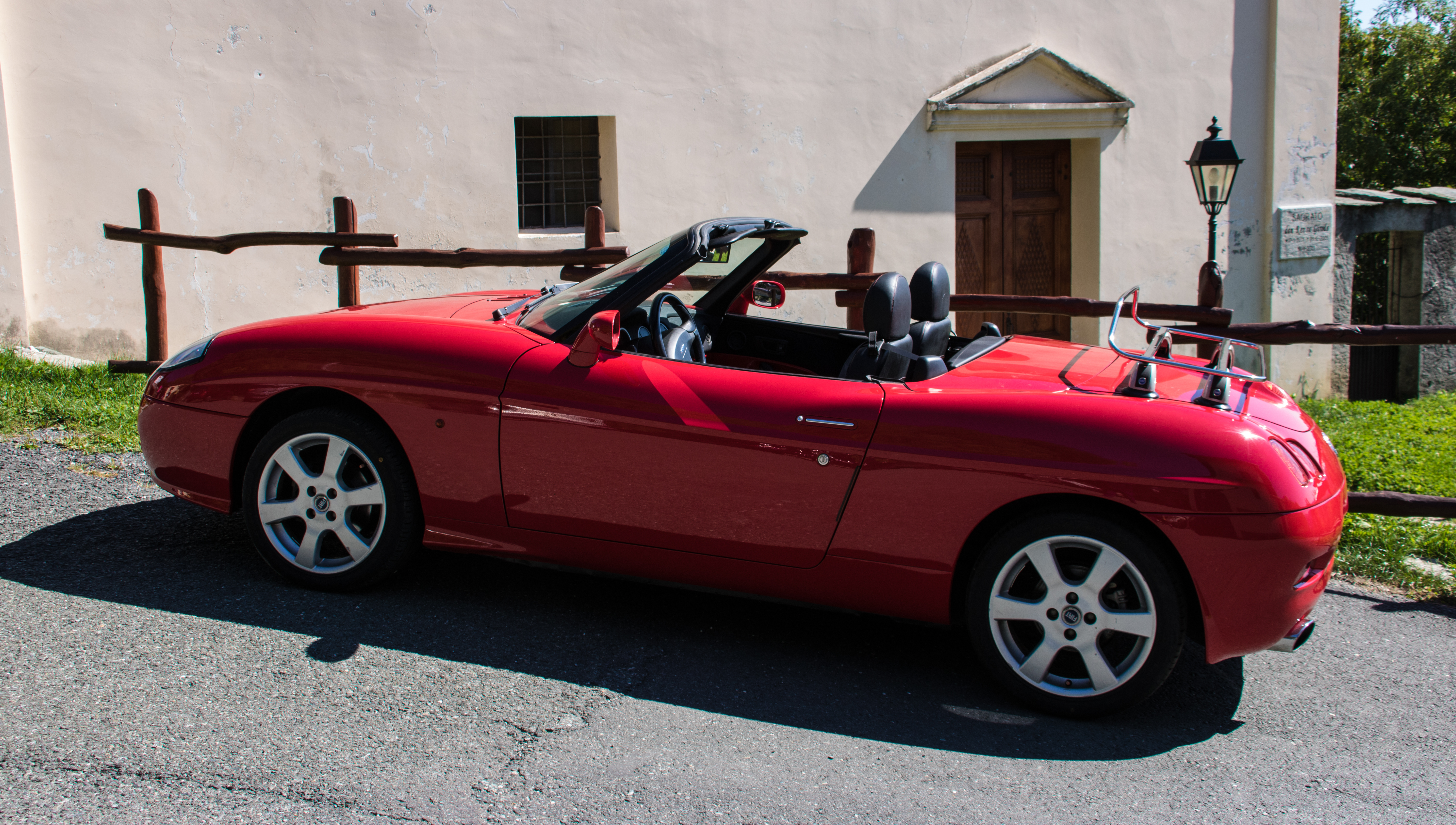
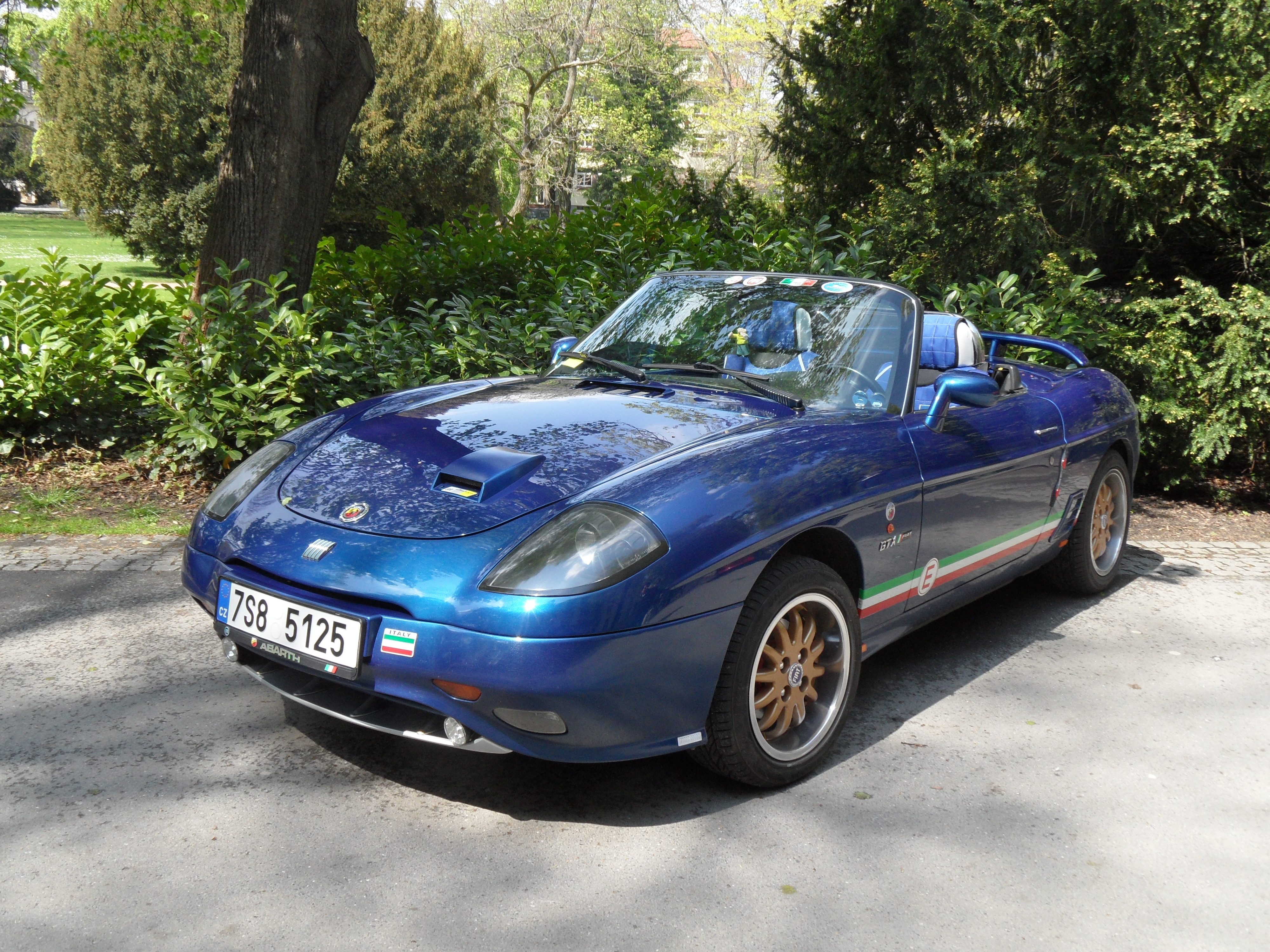

La Fiat Barchetta succède, 10 ans après, à la Fiat 124 Sport Spider, et attend elle-même 10 ans avant d'avoir une héritière, avec la Fiat 124 Spider présentée en 2015. Elle a pour concurrentes de l'époque, en particulier des Mazda MX-5, MG F, BMW Z3, ou Mercedes SLK, etc.

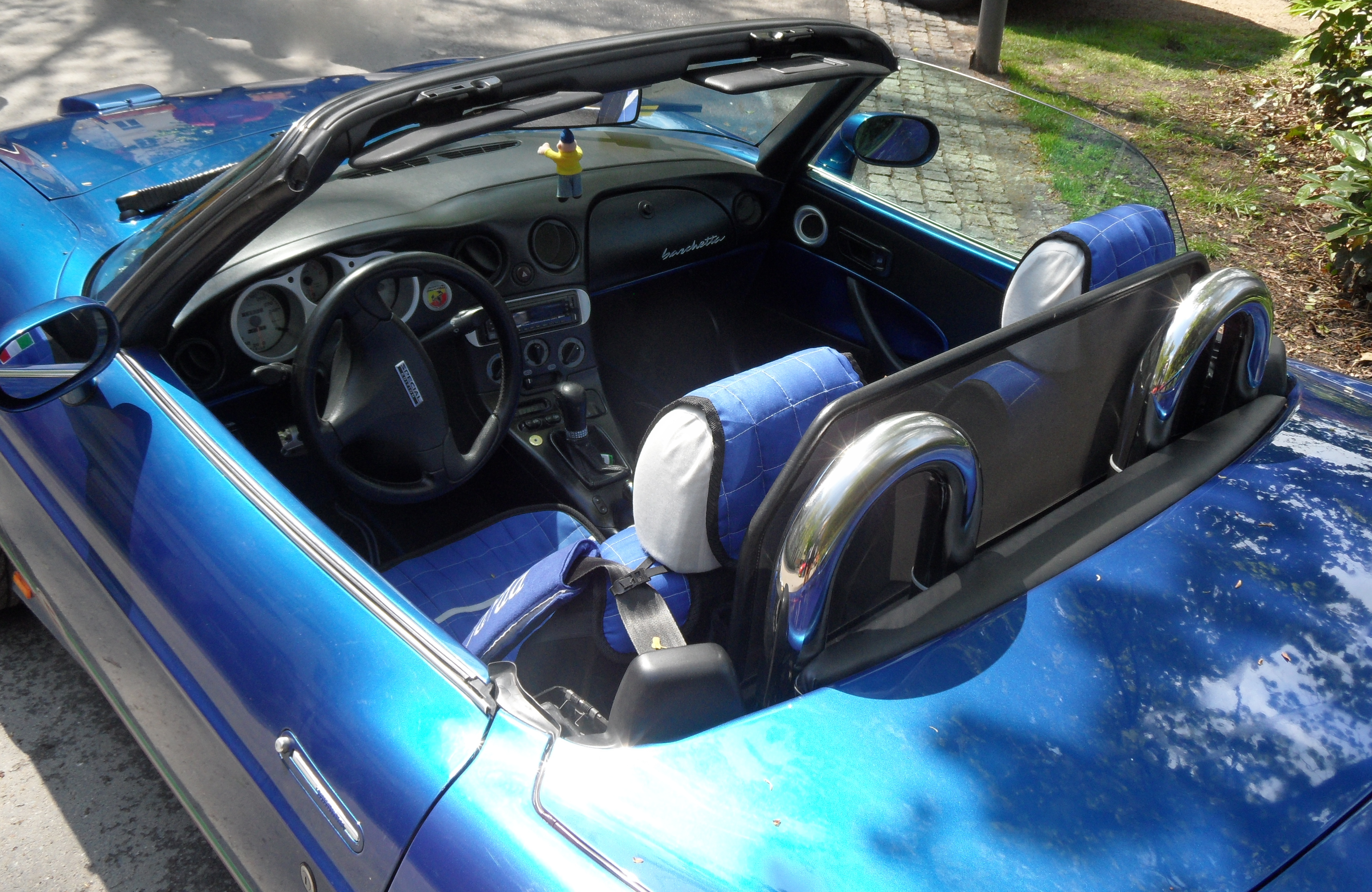
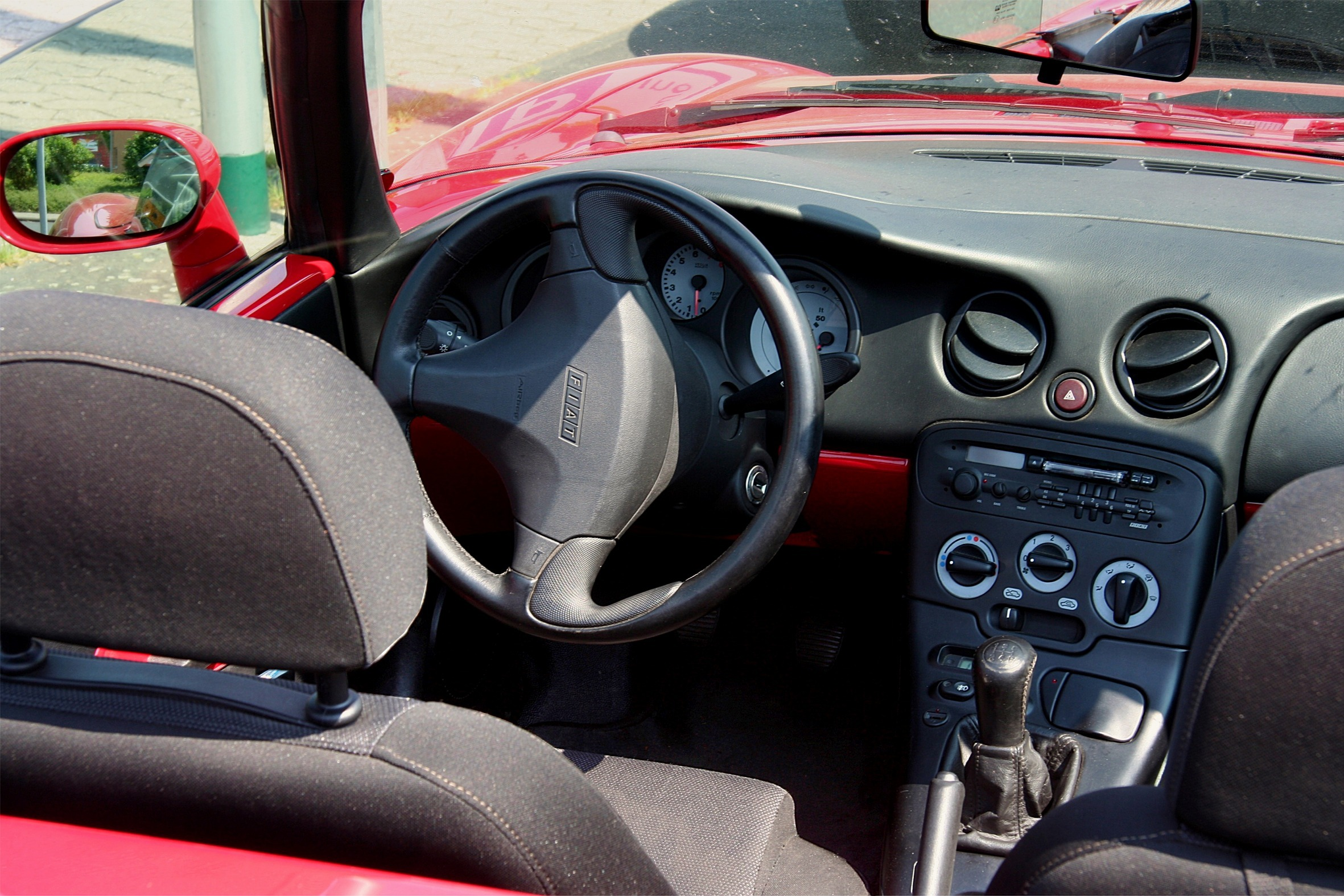

## Caractéristiques
La voiture repose sur la plateforme de la Fiat Punto de 1993 dont l'empattement a été raccourci mais équipée d'un moteur de 1 747 cm3 16V développant 130 ch à 6 300 tr/min, le même qui a aussi équipé la Fiat Coupé(e) et la version HGT de la Punto,. 

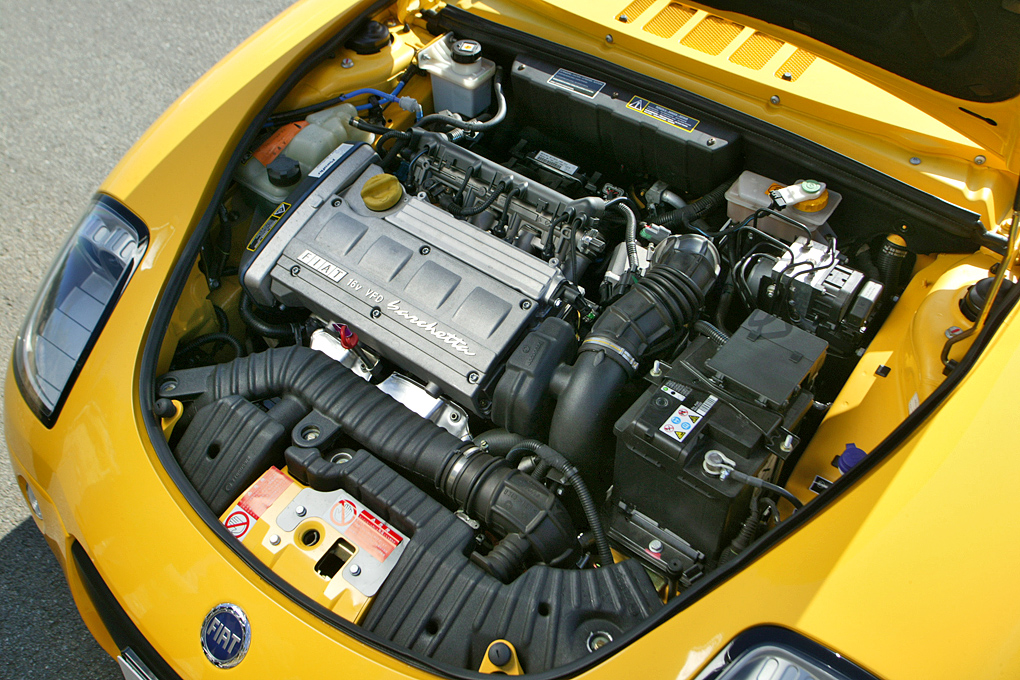

Ce moteur, de la famille des moteurs modulaires Fiat Pratola Serra modular engines (en), doté d'un variateur de phase sur l'arbre à cames, permettait une vitesse de 201 km/h et une accélération de 0 à 100 km/h en moins de 9 secondes. Le couple maxi est de 16,1 kgm à 4 300 tr/min. Au moins 80% de ce couple est disponible entre 2 250 et 6 500 tr/min environ. En 1999, le constructeur apporta une modification technique qui fut réservée au réseau Fiat. La centrale électronique de gestion du moteur fut déplacée de l'habitacle au compartiment moteur et le collecteur d'aspiration en aluminium fut remplacé par un collecteur à géométrie variable ce qui améliora encore les reprises tout en contenant très légèrement le niveau des rejets polluants. Cette évolution anticipait la future norme Euro 3 applicable en 2001.

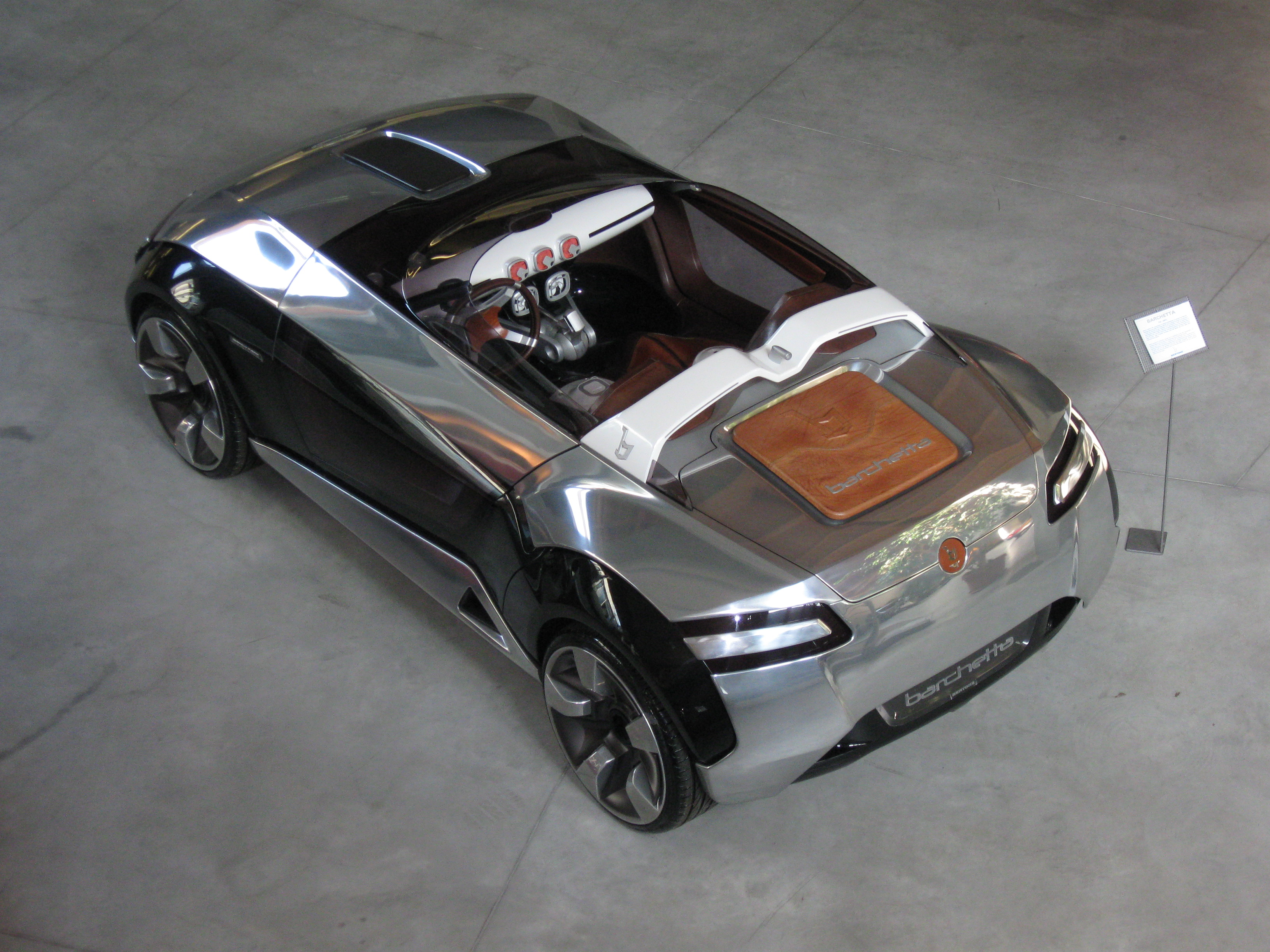
Bertone Fiat Barchetta Concept de 2007, du musée Bertone de Caprie près de Turin.

La structure de l'habitacle était la plus rigide jamais construite avec 50 000 kgm/rad de résistance à la torsion. Maggiora proposa également un prototype « sport » avec une garde au sol réduite, un différentiel autobloquant, des jantes de 16" et un moteur porté à 160 ch.
Un concept car « Bertone Fiat Barchetta Concept » est présenté au Salon international de l'automobile de Genève de 2007, inspiré de ce modèle, exposé depuis au musée Bertone de Caprie.

## Production
Pour la mise au point définitive de la Barchetta, Fiat a fabriqué 163 exemplaires de pré-série en 1994. La production des voitures de série n'a débuté qu'en janvier 1995, après que la direction de Fiat eut validé le nom commercial, pour être livrée aux clients à partir du 8 avril 1995.

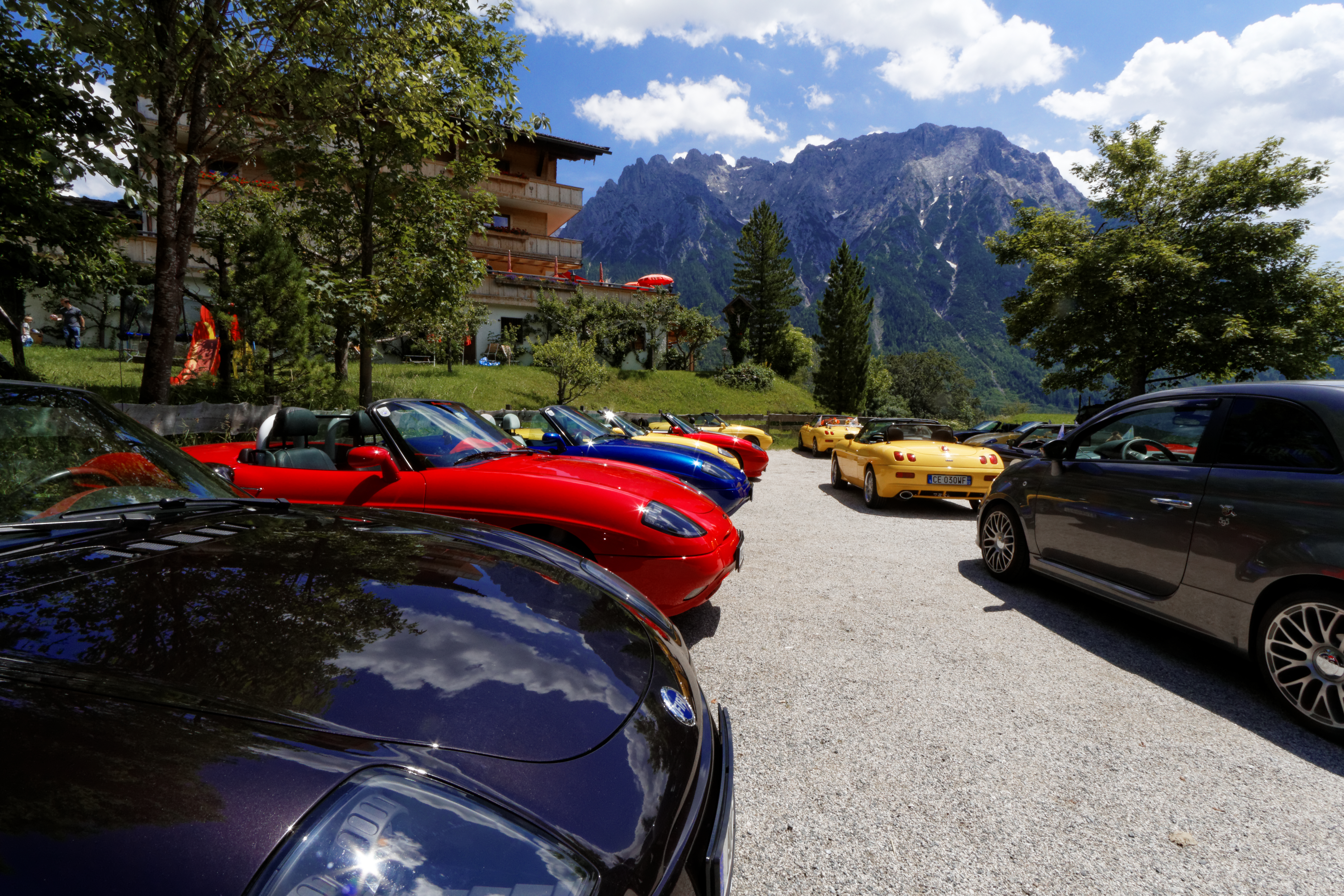
Rassemblement d'un club
de Fiat Barchetta au Tyrol.

La production de la Barchetta était décomposée en plusieurs phases opérationnelles. Le châssis et la carrosserie étaient réalisés et assemblés par la société ILCAS implantée à Sparone, près de Turin. Les caisses nues étaient transportées dans les ateliers de la carrozzeria Bertone à Grugliasco, au sud de la même ville, pour y être peintes puis livrées à la carrozzeria Maggiora, dans les anciens ateliers Lancia de Chivasso, à l'est de Torino, où les moteurs provenant de l'usine Fiat FPT de Pratola Serra étaient montés et les voitures équipées de la sellerie intérieure.
À la suite de l'arrêt d'activité de la société Maggiora, à la fin de l'année 2002, plus aucune voiture ne sera fabriquée jusqu'en juin 2003, période à laquelle les unités d'assemblage furent réinstallées dans un atelier de l'usine géante de Fiat-Mirafiori. La fabrication prit fin en juin 2005, malgré une demande encore importante, notamment du marché britannique, alors que la voiture n'a jamais été adaptée pour la conduite à droite.

## Versions de la Fiat Barchetta

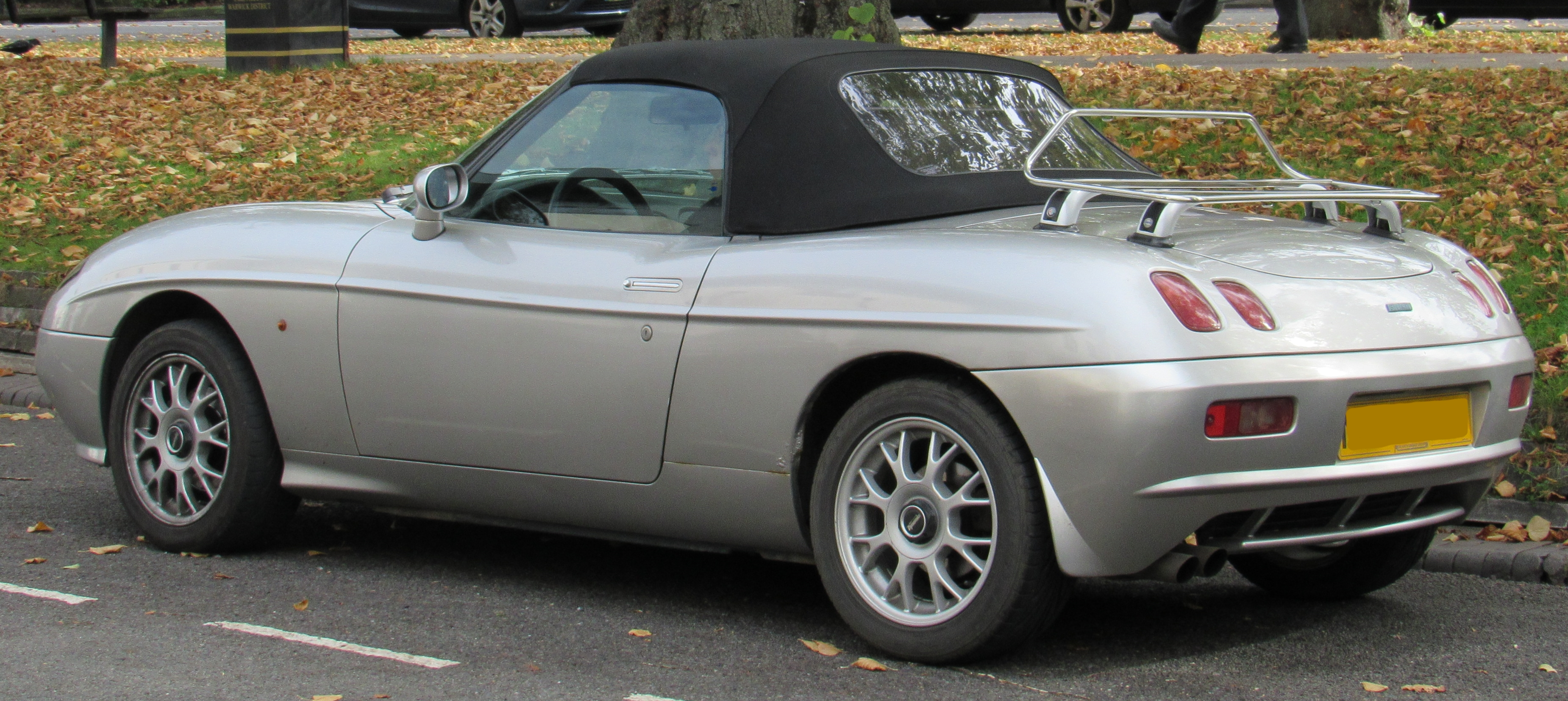
Fiat Barchetta avec capote et
porte-bagage arrière.

La production débuta en 1995 et les différents modèles de ce spider (mais que l'on pourrait aussi considérer comme roadster) fabriqués par Fiat, identifiables par leurs codes châssis :
- ZFA183.809.0 - SS. Club Italia.
- ZFA183.819.0 - Limited Edition.
- ZFA183.829.0 - MPI 1750 (moteur standard 16 V 1 747 cm³).
- ZFA183.839.0 - Japon 183.849.0 - Limited Edition Japan.
- ZFA183.859.0 - Limited Edition 1999.
- ZFA183.879.0 - Lido 1999.
- ZFA183.899.0 - Riviera 1999.
- ZFA183.500.1 - Naxos 2002.
- ZFA???.???.?[Combien ?] - Spider Europa 2005 full options livrée avec hard(-)top.
- ZFA???.???.?[Combien ?] - Consacrazione 2005 Ultime version.

Malgré le succès remporté en Grande-Bretagne et au Japon par ce modèle, la direction commerciale de Fiat n'a jamais accepté d'en fabriquer une version avec conduite à droite.